# برنارد كاون
برنارد كاون (بالألمانية: Bernhard Kaun) (5 أبريل 1899 في ميلواكي - 3 يناير 1980 في بادن بادن) كان ملحناً ألماني.

## حياته
ولد برنارد في ميلواكي بالولايات المتحدة. كان أصغر طفل للملحن الألماني هوغو كاون ومن والده تلقى تكويناً في الموسيقى. في عام 1902 انتقل برنارد مع إخوته الأربعة وأمهم إلى برلين وهناك تعلم العزف على آلة البيانو والكمان. عمل خلال الحرب العالمية الأولى كجندي، وهناك أصبح يعزف الكلارينيت في الجيش.

## روابط خارجية
- برنارد كاون على موقع IMDb (الإنجليزية)
- برنارد كاون على موقع ميوزك برينز (الإنجليزية)
- برنارد كاون على موقع أول ميوزيك (الإنجليزية)
- برنارد كاون على موقع ديسكوغز (الإنجليزية)
- برنارد كاون على موقع ديسكوغز (الإنجليزية)
- برنارد كاون على موقع قاعدة بيانات الفيلم (الإنجليزية)